# Alsószlatina
Alsószlatina (más néven Nagyszlatina, ukránul: Нижнє Солотвино [Nyizsne Szolotvino]) falu Ukrajnában, Kárpátalján, az Ungvári járásban. 

## Fekvése
Ungvártól délkeletre, Ungvár és Szerednye között fekvő település.

## Története
A 14. század második felében települt. Első írásos említése 1398-ból származik „Slatina” néven. A 17. századtól „Nagyszlatina” néven említik a szomszédos Kisszlatinától megkülönböztetendő.
A 18. század végén Vályi András így ír róluk: „SZLATINA. Nagy, és Kis Szlatina. Orosz falu Ungvár Várm. Nagy Szlatinának földes Urai több Uraságok, ez fekszik Orosz Hamoróczhoz közel; Kis Szlatinának pedig földes Ura Orosz Uraság, ez fekszik Őrhöz nem meszsze, lakosaik külömbfélék; földgyeik, ’s vagyonnyaik is középszerűek.”
Fényes Elek 1851-ben kiadott geográfiai szótárában így ír a faluról: „Nagy-Szlatina, orosz falu, Ungh vmegyében, Szerednyéhez nyugotra egy órányira: 28 r., 362 gör. kath., 41 zsidó lak. Van g. kath. fiók-szentegyháza, erdeje, szőlőhegye, s ásványos fördője, melly Derenónak neveztetik. F. u. többen.”
Az „Alsószlatina” nevet az 1904-es helységnévrendezés során kapta. A trianoni béke előtt Ung vármegye Szerednyei járásához tartozott. Ekkor Csehszlovákiához csatolták. 1938–44 között visszakerült Magyarországhoz.
1945-ben Szovjetunióhoz csatolták a települést. 1991 óta Ukrajnához tartozik. 2020-ig közigazgatásilag Oroszkomoróchoz tartozott.

## Népesség
1910-ben 571 lakosából 33 magyar, 56 német, 1 szlovák, 472 ruszin és 2 horvát anyanyelvű volt; vallását tekintve pedig 42 római katolikus, 464 görögkatolikus, 5 református és 60 izraelita.

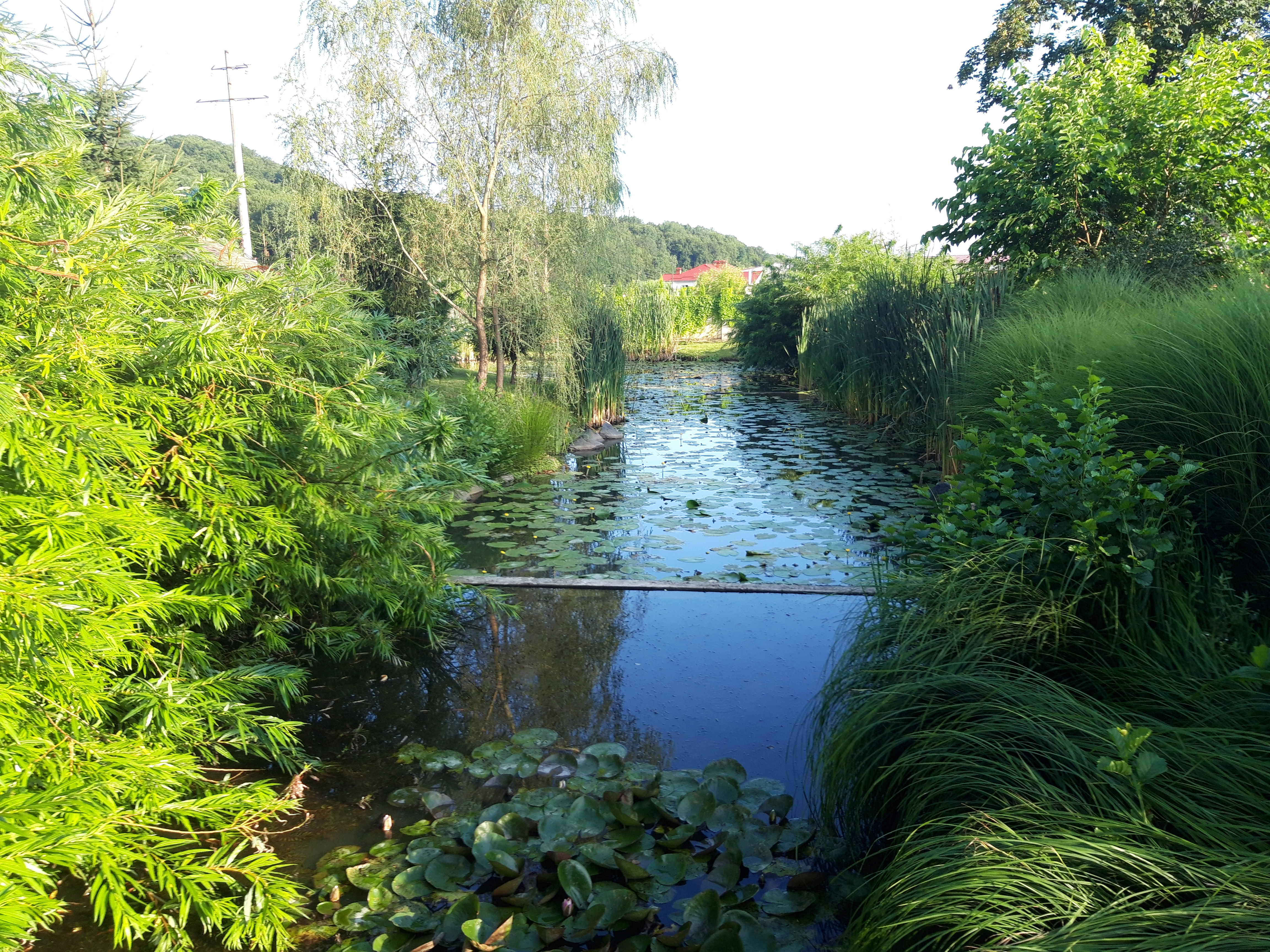
Tó az arborétumban

| 1910 | 571 |
| 2001 | 834 |

A népesség anyanyelv szerinti megoszlása a teljes népesség %-ában (2001)